# Космодамианский, Иван Иванович
Ива́н Ива́нович Космодамиа́нский (1869 — ?) — ветеринар, депутат Государственной думы II созыва от Уральской области.

## Биография
Родился в семье диакона. До 1899 году учился в Варшавском ветеринарном институте. В феврале 1899 участвовал в Варшаве в сходке проходивших по делу «о преступной пропаганде среди рабочих и распространению среди них преступных воззваний». Сослан в город Орёл за участие в студенческих волнениях в феврале 1899 и отказ от посещения лекций. Вступил в РСДРП.
12 февраля 1907 избран во Государственную думу II созыва от городского и оседлого сельского населения Уральской области, не принадлежащего к числу инородцев и казаков. 14 февраля 1907 г. проводы на станции Уральск депутата И. И. Космодамианского в Петербург вылились в политический митинг и демонстрацию.
Вошёл в состав Социал-демократической фракции Государственной Думы, примыкал к её меньшевистскому крылу. Состоял в думских комиссиях по разбору корреспонденции и о свободе совести. Участвовал в думских прениях по аграрному вопросу. В частности, критикуя закон 9 ноября 1906 года, он сказал, что Столыпин является «противником всего законодательного собрания, всей страны и всего русского народа», так как «правительство рекомендует переселиться и заселить киргизские земли… нисколько не считаясь с последствиями своей политики».
После роспуска Думы разыскивался полицией. 2 августе 1908 года арестован и отправлен в Санкт-Петербург. Дальнейшая судьба и дата смерти неизвестны.

### Архивы
- Государственный архив Российской Федерации. Фонд 102. Опись 314. Дело 507. Лист 270;
- Российский государственный исторический архив. Фонд 1278. Опись 1 (2-й созыв). Дело 210; Дело 576. Лист 2, 3.